# Бранко Вукелич
Бра́нко Ву́келич (хорв. Branko Vukelić, 9 березня 1958 р., Карловац, СР Хорватія, СФРЮ — 3 травня 2013) — хорватський політик, міністр оборони Хорватії (2008—2010), діяч ХДС.
Закінчив факультет електротехніки Загребського університету в 1981 р. Політичну кар'єру розпочав у Карловаці, де спочатку був депутатом міської ради, а потім міським головою Карловаца з 1997 року по 2001 рік. На парламентських виборах у 2003 році обраний до парламенту Хорватії, але здав депутатський мандат, оскільки став міністром економіки, праці та підприємництва в уряді прем'єр-міністра Санадера.
12 січня 2008 року в другому уряді прем'єр-міністра Санадера став міністром оборони. На цій посаді залишався до 29 грудня 2010 року.
Був одружений, мав сина.